# Ермон Јерусалимски
Ермон Јерусалимски је био епископ Јерусалимске цркве од 300. до 312. године.
Иако се ништа не зна о његовом животу, црквено предање бележи његове напоре да пошаље низ епископа мисионара у области око североисточних области Црног мора.
Оснивањем епархије у Херсону, патријарх Ермон је послао низ епископа, који су постали познати као свештеномученици Херсонски, у Црноморско подручје од Дунава до Дњепра укључујући Крим. Први епископи били су Јефрем и Василије. Пратили су их Евгеније, Агатодор, Капитон и Елпидије, и на крају Евтерије. Сви осим Евтерија су страдали, који је погинуо у бродолому.